# 宇文拔
宇文拔（？—？），后燕官员。

## 生平
永康三年（398年）三月，后燕发生内乱，三月丁酉（398年4月7日），辽西王慕容农被杀，慕容农原来的部下左卫将军宇文拔逃出龙城，投奔辽西郡。
永康三年七月庚戌（398年8月18日），兰汗大开筵宴，犒赏将士，兰汗、兰穆都喝得大醉。慕容盛趁机杀死兰穆和兰汗，重新夺取政权。宇文拔带领几百名精壮的勇士前来投奔，慕容盛任命他为大宗正。
长乐三年十二月乙卯（402年2月3日），北魏虎威将军宿沓干讨伐后燕，进攻令支；十二月乙丑（402年2月13日），后燕中领军宇文拔救援令支。十二月壬午，宿沓干攻克令支，据守在那里。